# Hawke’s Bay Herald
Der Hawke's Bay Herald war eine regional erscheinende Tageszeitung in Neuseeland mit Sitz in Napier. Die Zeitung wurde 1937 mit dem Hawke’s Bay Tribune aus Hastings fusioniert.

## Geschichte
Sechs Jahre nach Kauf des Ahuriri-Blocks an der Ostküste der damaligen Provinz Wellington und vier Jahre nach Gründung der Stadt Napier in dem von den Māori abgekauften Land, gründete der Siedler James Wood am 24. September 1857 die erste Tageszeitung der Hawke’s Bay. Das Blatt, anfänglich Hawke's Bay Herald and Ahuriri Advocate genannt, erschien wöchentlich und setzte sich dafür ein, dass die Region Hawke's Bay eine eigenständige Provinz wurde. Nachdem dies 1858 geschehen war, änderte Wood den Namen des Blattes in Hawke's Bay Herald und wurde autorisierte Zeitung für Bekanntmachungen der Regierung.
Ab 1861 erschien die Zeitung zweimal pro Woche und 10 Jahre später, als Wood die Zeitung an vier Mitarbeiter verkaufte, wobei William Carlile schon 1870 Herausgeber wurde, stellt man das Blatt auf eine tägliche Erscheinungsweise um. Ab 1879 gab man zusätzlich den wöchentlich erscheinenden Hawke's Bay Weekly Courier heraus, der aber 1897 wieder eingestellt wurde.
1886 wurde das Zeitungshaus von einem Feuer zerstört, konnte aber die Schwierigkeiten überwinden. Doch das Hawke's-Bay-Erdbeben vom 3. Februar 1931 mit dem anschließenden Ausbruch eines großen Feuers in der Stadt Napier zerstörte die Druckerei des Hawke's Bay Herald und traf ihn wirtschaftlich schwer. Der Herausgeber des Hawke’s Bay Tribune übernahm anfänglich den Druck des Blattes, sodass der Hawke's Bay Herald vorerst unabhängig weiter erscheinen konnte. Doch die Übernahme des Blattes war nur noch eine Frage der Zeit. Am 16. Januar 1937 erschien der Hawke's Bay Herald zum letzten Mal. Beide Blätter, der Hawke's Bay Tribune und der Hawke's Bay Herald hatten zuvor fusioniert und erschienen als Hawke’s Bay Herald-Tribune zukünftig von Hastings aus. Motor des Zusammenschlusses war seinerzeit William Arthur Whitlock, der 1933 zurück nach Hastings kam, die Geschäfte des Hawke's Bay Tribune von seinem Vater übernahm und nach dem Zusammenschluss der beiden Zeitungen unter der Hawke’s Bay Newspapers Limited den Herald-Tribune in Hastings in Konkurrenz zum Daily Telegraph in Napier zunächst als Abendausgabe weiter führte.
1999 wurde dann der Hawke's Bay Herald-Tribune seinerseits mit dem Daily Telegraph zum Hawke’s Bay Today fusioniert.